# D.J. Turner
Darryl Renald Turner II (Glenarden, 18 gennaio 1997) è un giocatore di football americano statunitense che milita nel ruolo di wide receiver per i Las Vegas Raiders della National Football League (NFL). Al college ha giocato per l'Università del Maryland di College Park (UMCP) e per l'Università di Pittsburgh.

## Carriera universitaria
Turner, originario di Glenarden nel Maryland, cominciò a giocare a football come wide receiver e cornerback nella locale DeMartha Catholic High School, dove vinse tre campionati di fila di categoria, per poi iscriversi nel 2016 all'Università del Maryland di College Park (UMCP) andando a giocare con i Terrapins che militano nella Big Ten Conference (B1G) della Divisione I della Football Bowl Subdivision (FBS) della NCAA. Il 20 settembre 2019 Turner fu fermato e multato per guida in stato di ebbrezza e, avendo giocato solo 3 partite in stagione, la squadra decise di renderlo redshirt, poteva quindi allenarsi con la squadra senza disputare gare ufficiali. Di fatto la carriera di Turner coi Terrapins si chiuse avendo giocato per 4 stagioni come wide receiver e punt returner della squadra, scendendo in campo in 31 partite, di cui 6 da titolare, collezionando 24 ricezioni per 294 yard e 1 touchdown.
Per la stagione successiva Turner decise di trasferirsi ad un'altra università e così nel 2020 passò all'Università di Pittsburgh andando a giocare coi Panthers che militano nella Atlantic Coast Conference (ACC) della Divisione I della Football Bowl Subdivision (FBS) della NCAA. Anche con i Panthers Turner ricoprì il ruolo di ricevitore e di punt returner, disputando 11 partite, 6 da titolare, risultando al termine della stagione secondo nella squadra per numero di ricezioni (44), yard ricevute (634) e touchdown su ricezione (3) e primo per punt ritornati (15 per 125 yard). Turner fu nominato a fine stagione tra i migliori giocatori della conference (First-Team All-ACC) come return specialist e durante l'anno per due volte fu nominato miglior ricevitori della conference della settimana.
Complessivamente Turner nella sua carriera al college giocò 42 partite, 13 da titolare, con 68 ricezioni per 928 yard e 4 touchdown.
Il 13 dicembre 2020 Turner si è dichiarato eleggibile per il Draft NFL 2021.
| Stagione | Stagione   | Stagione   | Stagione   | Stagione | Stagione | Ricezioni | Ricezioni | Ricezioni | Ricezioni | Ricezioni |      | Ritorni | Ritorni | Ritorni | Ritorni |
| Anno     | Squadra    | Campionato | Conference | P        | PT       | Ric       | Yard      | Media     | Max       | TD        | Punt | Yard    | Kick    | Yard    |         |
| -------- | ---------- | ---------- | ---------- | -------- | -------- | --------- | --------- | --------- | --------- | --------- | ---- | ------- | ------- | ------- | ------- |
| 2016     | UMCP       | FBS Div. I | B1G        | 8        | 0        | 2         | 19        | 9,5       | 16        | 0         | 0    | 0       | 0       | 0       |         |
| 2017     | UMCP       | FBS Div. I | B1G        | 12       | 0        | 5         | 32        | 6,4       | 22        | 0         | 0    | 0       | 0       | 0       |         |
| 2018     | UMCP       | FBS Div. I | B1G        | 8        | 4        | 13        | 159       | 12,2      | 54        | 1         | 0    | 0       | 0       | 0       |         |
| 2019     | UMCP       | FBS Div. I | B1G        | 3        | 3        | 4         | 84        | 21,0      | 29        | 0         | 3    | 107     | 1       | 22      |         |
| 2020     | Pittsburgh | FBS Div. I | ACC        | 11       | 6        | 44        | 634       | 14,4      | 64        | 3         | 6    | 125     | 14      | 311     |         |
| Totale   | Totale     | Totale     | Totale     | 42       | 13       | 68        | 928       | 13.7      | 64        | 4         | 9    | 232     | 15      | 333     |         |

Fonte: Football Database
In grassetto i record personali in carriera

## Carriera professionistica

### Las Vegas Raiders
Turner non fu scelto nel corso del Draft NFL 2021 e il 6 maggio 2021 firmò da undrafted free agent con i Las Vegas Raiders.

#### Stagione 2021
Turner non riuscì a rientrare nel roster attivo e il 1º settembre 2021 firmò per la squadra di allenamento dei Raiders, rimanendovi per l'intera stagione.
Il 17 gennaio 2022 Turner firmò da riserva/contratto futuro con i Raiders.

#### Stagione 2022
Il 30 agosto 2022 Turner rientrò nel roster attivo della squadra e fece il suo debutto in NFL l'11 settembre 2022 giocando nello special team nella gara di settimana 1 contro i Los Angeles Chargers persa dai Raiders per 24-19. Nella partita Turner riportò un infortunio alla caviglia e, il 14 settembre 2022, fu spostato nella lista riserve/infortunati. Turner ritornò nel roster attivo il 22 ottobre 2022. Il 17 dicembre 2022 fu svincolato per fare posto al rientrante Hunter Renfrow, per poi essere inserito nella squadra di allenamento tre giorni dopo. Terminò la stagione con 9 partite giocate e nessuna ricezione.
Il 9 gennaio 2023 firmò da riserva/contratto futuro.

#### Stagione 2023
Il 12 agosto 2023, durante il precampionato, Turner fu inserito nella lista degli infortunati, comportando questo che non avrebbe potuto più giocare nella stagione in corso per i Raiders. Il 17 agosto 2023 si accordò con i Raiders e fu svincolato, in modo che, una volta ristabilitosi dall'infortunio, avrebbe potuto subito giocare per un'altra franchigia. Il 16 ottobre 2023 Turner firmò per la squadra di allenamento dei Raiders. Il 18 novembre 2023 fu promosso nel roster attivo. Concluse l'annata con dieci presenze, nessuna da titolare e con nessuna ricezione all'attivo.

#### Stagione 2024
Turner iniziò la stagione 2024 come quarta scelta dietro Davante Adams, Jakobi Meyers e Tre Tucker e già nella gara del primo turno, la sconfitta 10-22 contro i Los Angeles Chargers, mise a tabellino la sua prima ricezione da professionista. Nella gara del quarto turno, la vittoria 20-16 contro i Cleveland Browns, segnò il suo primo touchdown su una corsa da 18 yard. Con l'addio ai Raiders di Davante Adams, scambiato il 15 ottobre con i New York Jets, l'utilizzo di Turner in campo aumentò. Nella gara dell'ottavo turno contro i Kansas City Chiefs segnò il suo primo touchdown su ricezione, su passaggio di Gardner Minshew da 11 yard. Il 3 dicembre 2024 fu inserito in lista riserve/infortunati, dopo che nel terzo quarto di gioco della gara del tredicesimo turno contro i Chiefs nel ritornare un kickoff aveva subito un forte tackle che lo aveva costretto a terminare anzitempo l'incontro.

## Statistiche

### Stagione regolare
| 2021   | LV     | 0  | 0 | in squadra di allenamento | in squadra di allenamento | in squadra di allenamento | in squadra di allenamento | in squadra di allenamento | - | -  | -   | -  | - | - | -   | - | -  | - | - |
| 2022   | LV     | 9  | 0 | 0                         | 0                         | 0,0                       | 0                         | 0                         | 4 | 26 | 6,5 | 18 | 0 | 4 | 78  | 2 | 3  | 1 | 0 |
| 2023   | LV     | 10 | 0 | 0                         | 0                         | 0,0                       | 0                         | 0                         | 0 | 0  | 0,0 | 0  | 0 | 0 | 0   | 0 | 0  | 0 | 0 |
| 2024   | LV     | 12 | 6 | 16                        | 158                       | 9,9                       | 30                        | 1                         | 5 | 33 | 6,6 | 18 | 1 | 4 | 106 | 7 | 77 | 1 | 0 |
| Totale | Totale | 31 | 6 | 16                        | 158                       | 9,9                       | 30                        | 1                         | 9 | 59 | 6,6 | 18 | 1 | 8 | 184 | 9 | 80 | 2 | 0 |

Fonte: Football Database

Statistiche alla settimana 13 della stagione 2024.